# 북동부주 (스리랑카)

북동부 주

북동부 주는 과거 스리랑카 북동부에 있던 주로, 주도는 트링코말리이며 면적은 18,880km2, 인구는 2,460,565명(2003년 기준)이었다. 1987년 북부 주와 동부 주를 합병하여 신설되었지만 2006년 10월 16일 스리랑카 대법원이 이러한 행정 구역 합병을 위법이라고 결정하였다. 이에 따라 2007년 1월 1일을 기해 북부 주와 동부 주로 분리되었다.